# Liste der Monuments historiques in Saint-Auban
Die Liste der Monuments historiques in Saint-Auban führt die Monuments historiques in der französischen Gemeinde Saint-Auban auf.

## Liste der Objekte
| Bezeichnung | Beschreibung          | Standort                                 | Kennzeichnung | Schutzstatus | Datum | Bild |
| ----------- | --------------------- | ---------------------------------------- | ------------- | ------------ | ----- | ---- |
| Retabel     | Holz, 16. Jahrhundert | in der Kirche St-Étienne-St-Auban (Lage) | PM06000889    | Classé       | 1958  |      |